# Bud Black
Pour les articles homonymes, voir Black.
Harry Ralston « Bud » Black (né le 30 juin 1957 à San Mateo, Californie, États-Unis) est un ancien joueur de la Ligue majeure de baseball qui est manager des Rockies du Colorado.
Il dirige les Padres de San Diego de 2007 à 2015 et est élu gérant de l'année dans la Ligue nationale en 2010.
Lanceur gaucher, Black évolue lui-même dans les majeures de 1981 à 1995. Il fait partie d'une équipe championne de la Série mondiale en 1985 comme joueur des Royals de Kansas City, puis en 2002 avec les Angels d'Anaheim, dont il est l'un des instructeur de 2000 à 2006.

## Carrière de joueur
Joueur des Aztecs de l'université d'État de San Diego, Bud Black est repêché en 17e ronde par les Mariners de Seattle en 1979. C'est avec ce club qu'il fait ses débuts dans le baseball majeur le 5 septembre 1981 mais il ne joue au total que deux matchs pour eux, totalisant à peine une manche lancée en relève. Le 2 mars 1982, les Mariners transfèrent Black aux Royals de Kansas City pour compléter une transaction effectuée en octobre précédent leur ayant permis d'acquérir Manny Castillo, un joueur de champ intérieur. Utilisé sporadiquement comme releveur en 1982, Black trouve sa place dans la rotation de lanceurs partants des Royals en 1983. Il connaît sa meilleure saison en 1984 avec des records personnels de 17 victoires, 35 départs, 257 manches lancées, une moyenne de points mérités de 3,47 et 140 retraits sur des prises. Il affiche aussi la meilleure WHIP des lanceurs de la Ligue américaine, soit 1,128. En 1985, Bud Black est couronné champion de la Série mondiale 1985 avec Kansas City. Lanceur partant dans le second match de la Série de championnat de la Ligue américaine cet automne-là, il ajoute deux solides performances en relève et conserve une moyenne de points mérités de 1,69 contre les Blue Jays de Toronto. En grande finale, il alloue 3 points mérités en 5 manches et un tiers lancées contre les Cardinals de Saint-Louis : après une sortie en relève en 9e manche du premier duel, il est le partant dans le 4e affrontement mais récolte la défaite.
Échangé aux Indians de Cleveland contre le joueur d'utilité Pat Tabler en cours de saison 1988, Bud Black passe aux Blue Jays de Toronto en septembre 1990 avant de rejoindre les Giants de San Francisco, pour qui il s'aligne de 1991 à 1994. Il retourne à Cleveland pour y terminer sa carrière en 1995.
Bud Black a disputé 398 parties dans les Ligues majeures de baseball, dont 296 comme lanceur partant. Il compte 121 victoires, 116 défaites, 32 matchs complets, 12 blanchissages et, en relève, 11 sauvetages. Sa moyenne de points mérités s'élève à 3,84 en 2 053 manches et un tiers lancées et il a enregistré 1 039 retraits sur des prises. En six apparitions, trois comme partant et trois comme releveur, dans les séries éliminatoires de 1984 et 1985, Black affiche une moyenne de points mérités de 3,86 en 21 manches avec deux défaites mais aucune victoire.

## Carrière d'entraîneur
Après avoir mis un terme à sa carrière de joueur, Bud Black demeure avec sa dernière équipe, les Indians de Cleveland, en tant qu'assistant au directeur-gérant John Hart de en 1996, 1997 et 1999. En 1998, il est instructeur des lanceurs des Bisons de Buffalo, le club-école des Indians au niveau Triple-A des ligues mineures.

### Angels d'Anaheim
Bud Black est instructeur des lanceurs des Angels d'Anaheim, alors dirigé par Mike Scioscia, des saisons 2000 à 2006.
Au cours de ces 7 saisons, le personnel de lanceurs des Angels se classe dans le top 5 de la Ligue américaine pour la moyenne de points mérités collective en 5 occasions. La moyenne de 3,68 points mérités accordés par partie par les lanceurs des Angels en 2005 représente la meilleure performance de la franchise depuis 1989. Il a cette année-là sous ses ordres Bartolo Colon, lauréat du trophée Cy Young du meilleur lanceur de la Ligue américaine. En 2006, les Angels égalent leur record de franchise en réussissant 1 164 retraits sur des prises aux dépens de l'adversaire. Black savoure une seconde conquête du titre des Ligues majeures lorsque les Angels remportent la Série mondiale 2002 sur les Giants de San Francisco.

### Padres de San Diego
Bud Black entre en poste comme manager des Padres de San Diego en 2007. Au terme de la saison 2013, sa 7e avec le club, il est second pour les victoires dans l'histoire des Padres avec 540, devancé seulement par les 951 matchs remportés avec San Diego par son prédécesseur Bruce Bochy.
À leur première saison sous les ordres de Black, les Padres comptent 89 victoires au terme des 162 rencontres prévues, soit une de plus que le total de l'année 2006, qui leur avait été suffisant pour s'assurer d'une qualification en séries éliminatoires. En 2007, cependant, ce total les place à un match des Diamondbacks de l'Arizona, champions de la division Ouest de la Ligue nationale, et à égalité avec leurs rivaux de division, les Rockies du Colorado, pour la dernière place de meilleur deuxième donnant accès aux éliminatoires. Forcés de disputer un match de bris d'égalité au domicile des Rockies avec comme enjeu cette qualification, les Padres subissent leur 74e revers de la saison, une défaite de 9-8 en 13 manches de jeu qui met un terme abruptement à leur saison.
Deux saisons perdantes suivent pour San Diego : une de 63 victoires et 99 défaites, leur pire résultat depuis 1993, en 2008, et une fiche de 75-87 qui les sort en 2009 du dernier échelon de la division Ouest mais les laisse en 4e place sur 5 clubs
Black reçoit en juillet 2010, alors que son club trône contre toute attente au sommet de la division Ouest de la Ligue nationale, une prolongation de contrat jusqu'à la fin de la saison 2013, avec une option pour les saisons 2014 et 2015. Les Padres terminent l'année avec la 8e meilleure fiche sur 30 clubs dans les majeures, remportant 90 victoires. Ils échappent cependant dans les derniers jours du calendrier régulier le championnat de la section Ouest au profit des Giants de San Francisco. San Diego gagne tout de même 15 parties de plus que l'année précédente. Black est élu manager de l'année dans la Ligue nationale pour la saison 2010, à l'issue d'un vote serré qu'il ne remporte que par une voix devant le gérant des Reds de Cincinnati, Dusty Baker.
Équipe en reconstruction, les Padres rechutent au classement. En 2011, ils terminent derniers de division avec une fiche victoires-défaites de 71-91. Avec 5 gains de plus, leur fiche de 76-86 les place en 4e place sur 5 clubs en 2012. Leur saison 2013 se termine sur un dossier identique à l'année précédente, une 3e campagne perdante de suite, et une 3e place dans leur division, à égalité avec San Francisco.
Malgré un renouvellement important de leur effectif entre les saisons 2014 et 2015, les Padres sont incapables de s'imposer au début de cette dernière saison. Le 15 juin 2015, alors que San Diego compte 32 victoires contre 33 défaites, Bud Black est congédié de son poste de gérant et remplacé par Dave Roberts.
En près de 8 saisons et demi à la barre des Padres, Black a mené le club à 649 victoires contre 713 défaites en 1 362 matchs, pour un pourcentage de victoires de ,477. L'équipe n'a connu que deux campagnes gagnantes sur 8 années complètes, en 2007 et 2010.

### Angels de Los Angeles
Après la saison 2015, Black est un sérieux candidat pour un nouveau poste de gérant. En octobre, il apparaît presque certain qu'il sera le successeur de Matt Williams chez les Nationals de Washington. Mais au dernier moment, un différend fait avorter son embauche. Les Nationals sont en effet convaincus qu'il est le meilleur choix mais ouvrent les négociations avec un simple contrat d'une saison, ce qui offense Black. Celui-ci laisse tomber les Nats lorsque leurs dirigeants hésitent à lui offrir plus qu'un contrat de deux ans. Washington engage donc son second choix, Dusty Baker, le 3 novembre. Par la suite, Black est candidat au poste de nouveau gérant des Dodgers de Los Angeles, qui échoit finalement à celui qui était son adjoint sur le banc à San Diego, Dave Roberts.
Le 24 novembre 2015, Bud Black revient chez les Angels de Los Angeles d'Anaheim, mais cette fois dans un poste de direction lorsqu'il est nommé assistant spécial au directeur général Billy Eppler.

### Rockies du Colorado
En novembre 2016, Bud Black est annoncé nouveau gérant des Rockies du Colorado, dont le poste a été laissé vacant par la démission de Walt Weiss.

## Bilan de manager
| Équipe    | Année  | Saison régulière | Saison régulière | Saison régulière | Saison régulière |  | Séries éliminatoires | Séries éliminatoires | Séries éliminatoires | Séries éliminatoires |
| Équipe    | Année  | Vic.             | Déf.             | % Vic.           | Place            |  | Vic.                 | Déf.                 | % Vic.               | Résultats            |
| San Diego | 2007   | 89               | 74               | 0,546            | 3e NL Ouest      |  | -                    | -                    | -                    |                      |
| San Diego | 2008   | 63               | 99               | 0,389            | 5e NL Ouest      |  | -                    | -                    | -                    |                      |
| San Diego | 2009   | 75               | 87               | 0,546            | 4e NL Ouest      |  | -                    | -                    | -                    |                      |
| Totaux    | Totaux | 227              | 260              | 0,466            |                  |  | 0                    | 0                    | 0,000                |                      |